# Néstor Almendros
Néstor Almendros Cuyás (* 30. Oktober 1930 in Barcelona; † 4. März 1992 in New York, NY) war ein spanischer Kameramann und Dokumentarfilmregisseur.

## Leben und Werk
Néstor Almendros wuchs bei seiner Mutter in Spanien auf. 1948 zog er nach Havanna zu seinem Vater, der vor dem Franco-Regime dorthin geflohen war. Bis 1955 studierte er Philosophie und Literatur, außerdem arbeitete er als Journalist. Zum Beispiel reiste er 1956 für die linksliberale kubanische Wochenzeitschrift Bohemia nach Mexiko, um eine Reportage über die dortige Gruppe revolutionärer Exilkubaner zu schreiben, wobei er auch Fidel Castro kennenlernte. Später belegte er Filmkurse am New York City College und am Centro Sperimentale di Cinematografia in Rom. Nach der kubanischen Revolution begann Almendros, Dokumentarfilme für das Instituto Cubano del Arte e Industria Cinematográficos (ICAIC) zu drehen. Er bekam aber bald Probleme mit der Zensur, verließ Kuba 1961 endgültig und ließ sich schließlich in Paris nieder.
Almendros ist vor allem durch seine langjährige Zusammenarbeit mit den Regisseuren François Truffaut und Éric Rohmer bekannt geworden. Seit Ende der 1970er Jahre war Almendros auch mehr und mehr in den USA tätig. Aus dieser Zeit ist vor allem der optisch herausragende Film In der Glut des Südens (Regie Terrence Malick) erwähnenswert, für den Almendros 1979 mit dem Oscar für die beste Kameraarbeit ausgezeichnet wurde. In den Folgejahren wurde er für die Filme Kramer gegen Kramer, Die blaue Lagune und Sophies Entscheidung jeweils erneut für den Oscar nominiert. Almendros war stets bemüht, mit dem natürlichen Licht an dem jeweiligen Schauplatz auszukommen. Er hat ein Buch über seine Arbeit geschrieben, A man with a camera, in dem
er alle seine Filme aus der Perspektive des Kameramannes diskutiert. Außerdem hat er auch Werbefilme für Giorgio Armani und Calvin Klein gedreht. 1992 verstarb Almendros im Alter von 61 Jahren an der Immunschwäche-Krankheit AIDS.

## Néstor-Almendros-Preise
Zu Ehren Néstor Almendros tragen zwei internationale Filmpreise seinen Namen:
- Der von der Menschenrechtsorganisation Human Rights Watch und der Film Society des New Yorker Kulturinstituts Lincoln Center gestiftete Preis für den Sieger des jährlichen, von Almendros gegründeten Human Rights Watch International Film Festival, das der filmischen Behandlung von Menschenrechtsthemen gewidmet ist.
- Der vom Berufsverband Italienischer Kameraleute (AIC) und dem Kinoinstitut von L’Aquila gestiftete Nachwuchspreis für Kameraleute.[1]

## Filmografie

### Regie
- 1950: Una confusión cotidiana, Kuba (Kurzfilm) gemeinsam mit Tomás Gutiérrez Alea
- 1953: Un monólogo de Hamlet, Kuba (Kurzfilm)
- 1953: Sabá, Kuba (Kurzfilm)
- 1956: The Mount of Luna, USA (Kurzfilm)
- 1959: 58-59, USA (Kurzfilm)
- 1960: Escuelas Rurales, Kuba (Kurzfilm)
- 1960: Ritmo de Cuba, Kuba (Kurzfilm)
- 1960: Gente en la Playa, Kuba (Kurzfilm)
- 1961: La tumba francesa, Kuba (Kurzfilm) gemeinsam mit Orlando Jiménez Leal
- 1969: El Baston, Frankreich (Kurzfilm)
- 1983: Conducta impropia/Mauvaise conduite, Frankreich
- 1987: Nadie escuchaba/Nobody listened, USA

### Kamera
- 1964: Nadja à Paris – Regie: Éric Rohmer, Frankreich (Kurzfilm)
- 1965: Paris gesehen von… (Paris vu par …) (Episode Place de l’Étoile) – Regie: Éric Rohmer, Frankreich
- 1965: Paris gesehen von… (Paris vu par …) – Regie: Jean Douchet, Frankreich
- 1966: Une étudiante d’aujourd’hui – Regie: Éric Rohmer, Frankreich (Kurzfilm)
- 1966: Die Sammlerin (La Collectionneuse) – Regie: Éric Rohmer, Frankreich
- 1969: Meine Nacht bei Maud (Ma nuit chez Maud) – Regie: Éric Rohmer, Frankreich
- 1969: Der Wolfsjunge (L’enfant sauvage) – Regie: François Truffaut, Frankreich
- 1970: Claires Knie (Le genou de Claire) – Regie: Éric Rohmer, Frankreich
- 1970: Tisch und Bett (Domicile conjugal) – Regie: François Truffaut, Frankreich
- 1971: Zwei Mädchen aus Wales und die Liebe zum Kontinent (Les deux anglaises et le continent) – Regie: François Truffaut, Frankreich
- 1972: Die Liebe am Nachmittag (L’Amour l’Après-midi) – Regie: Éric Rohmer, Frankreich
- 1972: La Vallée – Regie: Barbet Schroeder, Frankreich, Neuguinea
- 1974: General Idi Amin (Général Idi Amin Dada: Autoportrait) – Regie: Barbet Schroeder, Frankreich
- 1974: Meine kleinen Geliebten (Mes petites amoureuses) – Regie: Jean Eustache, Frankreich
- 1974: Die Qual vor dem Ende (La gueule ouverte) – Regie: Maurice Pialat, Frankreich
- 1975: Die Marquise von O (La Marquise d’O) – Regie: Éric Rohmer, Frankreich
- 1975: Die Geschichte der Adèle H. (L’histoire d’Adèle H.) – Regie: François Truffaut, Frankreich
- 1976: Maîtresse – Regie: Barbet Schroeder, Frankreich
- 1977: Der Mann, der die Frauen liebte (L’homme qui aimait les femmes) – Regie: François Truffaut, Frankreich
- 1978: Das grüne Zimmer (La chambre verte) – Regie: François Truffaut, Frankreich
- 1978: Perceval le gallois – Regie: Éric Rohmer, Frankreich
- 1978: Der Galgenstrick (Goin' South) – Regie: Jack Nicholson, USA
- 1978: In der Glut des Südens (Days of heaven) – Regie: Terrence Malick, USA
- 1979: Kramer gegen Kramer (Kramer vs. Kramer) – Regie: Robert Benton, USA
- 1979: Liebe auf der Flucht (L’amour en fuite) – Regie: François Truffaut, Frankreich
- 1980: Die blaue Lagune (The Blue Lagoon) – Regie: Randal Kleiser, USA
- 1980: Die letzte Metro (Le dernier métro) – Regie: François Truffaut, Frankreich
- 1981: Auf Liebe und Tod (Vivement dimanche!) – Regie: François Truffaut, Frankreich
- 1982: Sophies Entscheidung (Sophie’s Choice) – Regie: Alan J. Pakula, USA
- 1983: Pauline am Strand (Pauline à la plage) – Regie: Éric Rohmer, Frankreich
- 1984: Ein Platz im Herzen (Places in the Heart) – Regie: Robert Benton, USA
- 1987: Nadine – Eine kugelsichere Liebe (Nadine) – Regie: Robert Benton, USA
- 1991: Billy Bathgate – Regie: Robert Benton, USA

## Zitat
Dokumentarfilme haben mich immer besonders angezogen. Sie stellen eine Form des Filmemachens dar, die einem erlaubt, die Dinge so zu filmen, wie sie passieren – ohne einzugreifen. Die Kamera liegt auf der Lauer, wie ein Jäger, und wartet auf Bilder, die die Wirklichkeit produziert. Dann kam eine Zeit, in der ich das Interesse an dieser Art der Dokumentation, am cinéma vérité, verlor, weil ich ihre Beschränkungen erkannte. Wenn man darauf wartet, dass etwas Wichtiges passiert, geschieht entweder gar nichts oder nur etwas völlig Belangloses. Man kann zwanzig Tage lang hinter seiner versteckten Kamera lauern, wie ich es für meinen kubanischen Film GENTE EN LA PLAYA getan habe, und am Ende hat man lediglich die Oberfläche der Dinge aufgenommen… Deshalb habe ich mich dem Spielfilm zugewandt, um eine Geschichte zu erzählen und um mit Schauspielern zu arbeiten. Mit anderen Worten, ich habe angefangen, die Art von Filmen zu drehen, die ich als junger Mann verachtet habe. (Nestor Almendros in A Man with a Camera, Übersetzung zitiert nach)